# Cuchillo de dorso
Los cuchillos de dorso son lascas de hojas anchas, en las cuales se ha trabajado un borde con retoque abrupto. Los cuchillos de dorso son característicos de la industria lítica del Paleolítico Medio, especialmente del Musteriense de Tradición Achelense tipo B, precisamente el que se supone que da paso a su transformación en el Châtelperroniense, dentro ya del Paleolítico Superior inicial. También existe un tipo llamado «cuchillo de dorso natural», caracterizado por tener su dorso formado por córtex o corteza natural del canto matriz que puede ser perpendicular o ligeramente oblicuo en relación con la cara ventral.
- Datos: Q5637953
- Multimedia: Dorsal knife / Q5637953